# Luisa Beatriz García
Luisa Beatriz García (Cáceres, 1850-Cuacos de Yuste, 1914) fue una escritora y profesora española.

## Biografía
Al poco de su nacimiento, que tuvo lugar en 1850 en Cáceres, falleció su padre. A los siete años de edad escribió una composición dedicada A la Virgen de la Montaña. En 1867 publicó su obra Flores poéticas y comenzó a escribir en la prensa cacereña, en publicaciones periódicas como El Faro del Pueblo, El Cantón Extremeño, La Asociación y El Faro Extremeño. Más adelante lo hizo en la Madre de Familia de Granada y en otras revistas literarias de Madrid y del resto del país. Cuanto apenas contaba veinte años quedó también huérfana de madre. Se matriculó en la Escuela Normal de Cáceres y en 1874 opositó con éxito a un puesto de profesora en la escuela pública de Cuacos. Falleció el  3 de abril de 1914 en Cuacos de Yuste.